# Andrij Kotel'nyk
Andrij Mykolajovyč Kotel'nyk, anche noto come Andreas Kotelnik (in ucraino Андрій Миколайович Котельник?; Leopoli, 29 dicembre 1977), è un ex pugile ucraino.

## Palmarès

### Olimpiadi
- 1 medaglia:
  - 1 argento (Sydney 2000 nei pesi leggeri)